# Lucas Msomba
Lucas Msomba est un boxeur tanzanien né le 15 mai 1954.

## Carrière
Lucas Msomba est médaillé de bronze dans la catégorie des poids super-légers aux Jeux africains d'Alger en 1978.
Aux Jeux olympiques d'été de 1980 à Moscou, il est éliminé au deuxième tour dans la catégorie des poids welters par l'Est-Allemand Karl-Heinz Krüger. 